# Chiesa di San Giovanni Battista (Albera Ligure)
La chiesa di San Giovanni Battista è la parrocchiale di Albera Ligure, in provincia di Alessandria e diocesi di Tortona; fa parte del vicariato di Arquata-Serravalle.

## Storia

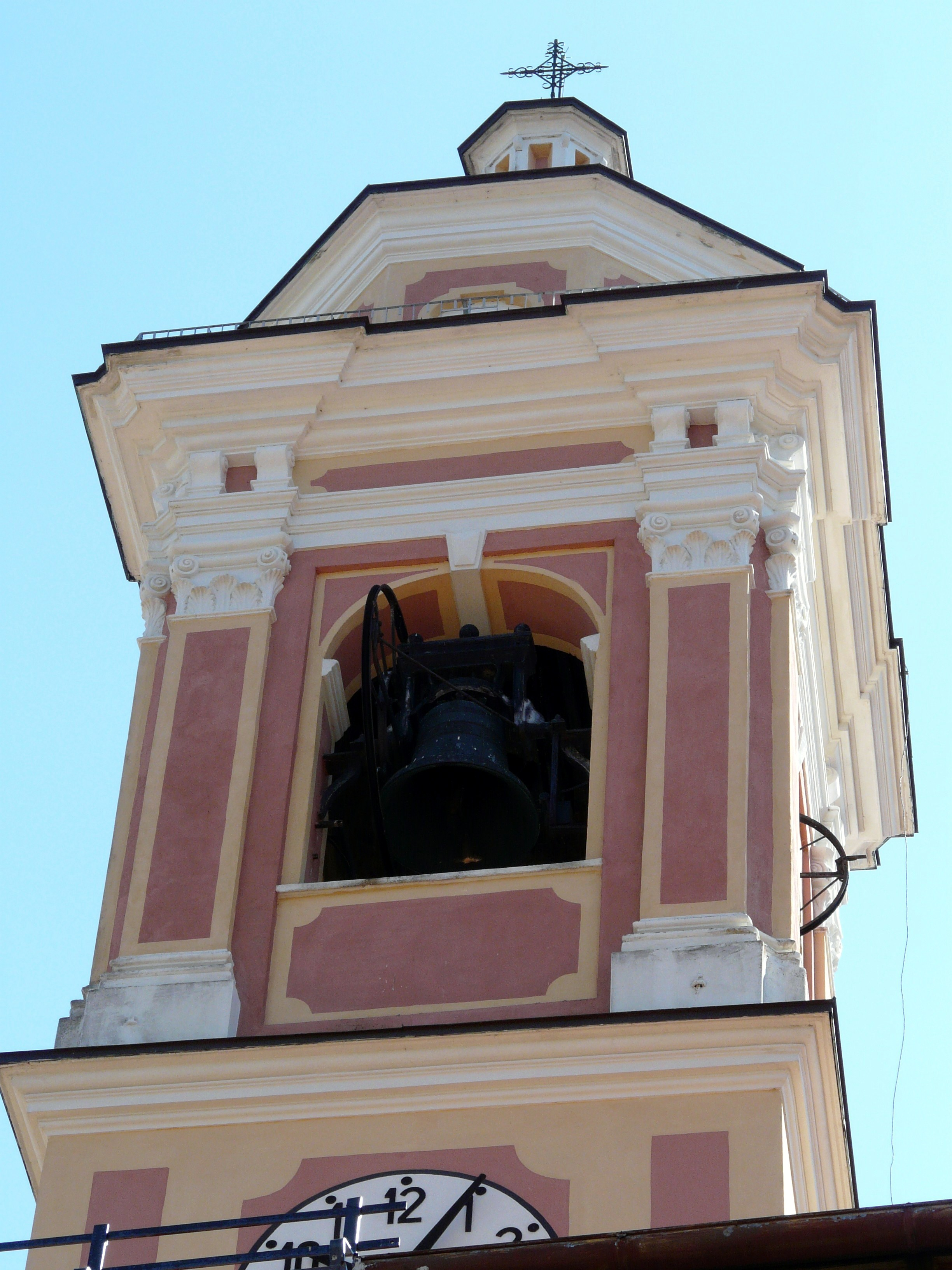
Il campanile

Sembra che la primitiva pieve esistesse già nel IX secolo, ma il primo documento che ne attesta la presenza risale al 1140. All'inizio del XIII secolo la cura d'anime di Albera passò dai monaci dell'abbazia di Vendersi al clero secolare della diocesi di Tortona. Nel XVI secolo fu costruita costruita la nuova parrocchiale sullo stesso luogo in cui sorgeva l'antica pieve. L'edificio venne ampliato tra il 1630 e il 1650 e la torre campanaria fu portata a termine nel 1690. Nel 1850 venne posato il nuovo pavimento. Nel 1955 furono condotti dei lavori di restauro degli affreschi del presbiterio e, nel 2014, il tetto venne rifatto.

## Descrizione

### Esterno
La facciata a capanna della parrocchiale si presenta tripartita da quattro lesene. Il portale d'ingresso risale alla fine del Settecento e, sopra di esso, in una sorta di nicchia, si trova un dipinto il cui soggetto è San Giovanni Battista.
Infine, nella parte alta della facciata è collocata una piccola finestra.

### Interno
Opere di pregio custodite all'interno della chiesa sono l'altare maggiore, del XVIII secolo, gli alteri laterali del Sacro Cuore e della Madonna del Rosario, quest'ultimo forse del XVII secolo, una pala raffigurante San Paolo datata 1858, una statua di San Giovanni Battista, scolpita da Paolo Olivari da Genova nel 1872, e il pregevole organo, risalente al 1802.